# شیرلی ابوت
شیرلی ابوت (انگلیسی: Shirley Abbott (footballer)؛ ۱۰ فوریهٔ ۱۸۸۹ – ۲۶ سپتامبر ۱۹۴۷) یک بازیکن فوتبال بود.
از باشگاه‌هایی که در آن بازی کرده‌است می‌توان به باشگاه فوتبال کویینز پارک رنجرز، باشگاه فوتبال دربی کانتی، باشگاه فوتبال چسترفیلد، باشگاه فوتبال آلفرتون تاون، و باشگاه فوتبال پورتسموث اشاره کرد.